# Tipula continentalis
Tipula continentalis är en tvåvingeart som beskrevs av Alexander 1941. Tipula continentalis ingår i släktet Tipula och familjen storharkrankar. Inga underarter finns listade i Catalogue of Life.